# Timoti Liri
Timoti Francis Liri (engl. Timothy Leary; rođen u Springfildu, Masačusets, 22. oktobra 1920, preminuo na Beverli Hilsu 31. maja 1996) je bio doktor psihologije, šef katedre na Harvardskom univerzitetu, popularni američki pisac, dizajner računarskog softvera, kontrakulturna ikona 1960-ih godina u SAD i najpoznatiji zagovornik istraživanja i upotrebe psihodeličnih droga.

## Akademska karijera
Diplomu iz psihologije je stekao na Univerzitetu Alabame 1943. Magistrirao je na Univerzitetu države Vašington 1946. Doktorat iz psihologije je stekao na Berkliju 1950. Bio je pomoćni profesor na Berkliju od 1950. do 1955, direktor psihijatrijskih istraživanja Kajzer fondacije od 1955. do 1958. i profesor psihologije na Harvardu od 1959. do 1963.
U periodu uspona njegove karijere 1955. njegova prva žena Merien izvršava samoubistvo, ostavljajući ga kao samohranog oca sa sinom i ćerkom. Govoreći kasnije o tom periodu života, sebe opisuje na sledeći način: “Timoti Liri, anonimni institucionalni zaposleni koji vozi na posao svako jutro u dugačkoj koloni automobila i vozi kući svako veče i pije martini, kao nekoliko miliona dobrostojećih liberala, intelektualnih robota, drugar.”

## Psihodelična iskustva i istraživanja
Leta 1960. dr. Timoti Liri sa svojim kolegom Antoni Rusoom putuje u Meksiko, gde prvi put proba psilocibinske gljive. To iskustvo tako drastično menja njegov život da on 1965. izjavljuje da je “naučio više o mozgu i njegovim mogućnostima za pet sati posle uzimanja gljiva nego za prethodnih petnaest godina studija i istraživanja iz psihologije”.
Po povratku na Harvard, sa svojim saradnicima Ralfom Mecnerom i Ričardom Alpertom (kasnije poznatiji kao Ram Das), započinje istraživački program pod nazivom Harvardski psilocibin projekat, radeći istraživanja o učincima psilocibina, a kasnije i LSD-a, na studentima.
Liri naglašava da LSD, kada je ispravno korišćen i doziran, uzet od dobro pripremljene osobe u pravoj sredini i uz nadgledanje profesionalca, može promeniti ponašanje osobe u dobrom smeru. Njegova istraživanja nisu izazvala nijedno ubistvo, samoubistvo, psihozu niti loše iskustvo. Ciljevi Lirijevih istraživanja su uključivali pronalaženje načina za lečenje alkoholizma i popravljanje okorelih kriminalaca. Mnogi učesnici njegovih istraživanja izveštavaju o mističnim i duhovnim iskustvima za koja tvrde da su im trajno promenila život na bolje.
Dr. Liri zagovara terapeutsku upotrebu LSD-a, zbog duhovnih kvaliteta koji se ostvaruju njegovim uzimanjem. Bio je voditelj mnogih kampanja za upotrebu i istraživanje psihodeličnih droga. U svojstvu priznatog stručnjaka za ljudsku psihu (bio je doktor psihologije na Harvardu) Timoti Liri je preporučivao ljudima LSD kao jedan od načina za duhovni napredak. Govorio je kako u čovekovom mozgu ima još mnogo neistraženih predela koji se mogu otkriti uzimanjem "vitamina kore mozga", kako je on nazivao LSD.
1963. godine pritisak javnog mnјenja dovodi do suspenzije istraživanja a Liri i Alpert bivaju otpušteni sa Harvarda. Razlog tome je što su mnoge kolege sa nenaklonošću gledale na njihova istraživanja a mnogi roditelji su se žalili upravi univerziteta zbog deljenja halucinogena njihovoj deci. Uprkos tome, istraživači su nastavili svoj rad bez akademske zaštite.
1964. Timoti Liri, Ralf Mecner i Ričard Alpert izdaju knjigu Psihodelično iskustvo, zasnovanu na budističkoj filozofiji i Tibetanskoj knjizi mrtvih. O psihodeličnom iskustvu kažu da je put u nove oblasti svesti. Kao karakteristične odlike tog iskustva navode transcendentnost verbalnog koncepta, prostorno vremenske dimenzije i identiteta odnosno ega. Do psihodeličnog iskustva se može doći na više načina, putem: joga vežbi, disciplinovane meditacije, osećajne deprivacije, religiozne ili umetničke ekstaze, spontano i uživanjem psihodeličnih droga kao sto su LSD, psilocibin, meskalin, DMT, itd.
19. septembra 1966. Timoti Liri osniva Ligu za duhovnu obnovu, religiju u kojoj je LSD sveta relikvija, trudeći se da legalizuje LSD na osnovu “slobode veroispovesti” kao argumenta. Krajem 1966. i početkom 1967. Liri pravi turneju po univerzitetskim kampusima šireći psihodelično jevanđelje putem multimedijalnog performansa nazvanog Smrt Uma (engl. the Death of the Mind koje trebalo da bude umetnički izraz LSD iskustva. Zainteresovanima je govorio da je Liga za duhovnu obnovu ograničena na 360 članova i da je članstvo popunjeno pa ih je ohrabrivao da osnuju sopstvenu psihodeličnu religiju. 1967. objavljuje pamflet "Započni sopstvenu religiju".
Kasnih šezdesetih, Liri se seli u Калифорнију gde se 1967. ženi svojom trećom ženom Rozmari Vudruf i pravi svadbu na kojoj su sve zvanice bile na esidu.
1960-tih je postao kontrakulturna ikona zbog svojih stavova o slobodnoj upotrebi LSD-a. Timoti Liri je 14. januara 1967. govorio pred 30.00. ljudi na hipi okupljanju u Golden Gejt Parku u San Francisku i tada je lansirao svoju čuvenu frazu Turn on, tune in, drop out, koja mu je jednog dana došla dok se tuširao. Fraza je neprevodiva kako na naš jezik tako i na književni engleski. Verovatno znači nešto poput: “Otkači, priključi se, izađi iz kolotečine”.

## Problemi sa zakonom
Decembra 1965. prilikom prelaska granice SAD-a i Meksika kolima, njegovoj ćerci je nađena marihuana. Pošto je preuzeo odgovornost za ilegalnu supstancu, Liri je osuđen za posedovanje na osnovu Zakona o zabrani marihuane (Marijuana Tax Act) na 30 godina zatvora. Ubrzno nakon, ulaže žalbu sudu, tvrdeći da je zakon protivustavan jer krši Peti amandman. Vrhovni sud je presudio da zakon jeste neustavan i Timoti Liri je oslobođen.
1970. je Liri ponovo osuđen na deset godina zatvora zbog posedovanja dva opuška marihuane (on je tvrdio da mu ih je podvalio policajac koji ga je hapsio). Kada je Liri stigao u zatvor, dat mu je psihološki test koji je služio da bi rasporedio novopridošle na odgovarajuće poslove. Obzirom da je mnoge takve testove i sam pravio, Liri ga je popunio na taj način da izgleda da je veoma konvencionalna i obična osoba sa velikim interesom za baštovanstvom. Liri je na osnovu toga raspoređen kao baštovan u slabije obezbeđenom delu zatvora. Ubrzo nakon toga je pobegao ostavljajući rugajuću poruku upravi zatvora. Zajedno sa ženom Rozmeri je nekako je uspeo da se prošvercuje do Alžira. 1971. zajedno beže za Švajcarsku.
1972. Niksonova administracija je ubedila švajcarsku vladu da uhapsi Timoti Lirija. Švajcarska ga je zatvorila na mesec dana, ali su odbili da ga izruče u SAD.
Iste godine se Timoti i Rozmeri razvode. Posle kratke epizode sa heroinskom zavisnošću, Liri upoznaje francuskinju Žoanu sa kojom se posle dve nedelje ženi u pseudo-okultnoj ceremoniji u hotelu. Putovali su do Beča, zatim Bejruta i naposletku 1973. do Kabula u Avganistanu. Iako Avganistan nema potpisan sporazum o izručivanju sa SAD, Liri je uhapšen u avionu Amerikan erlajnsa pre nego što je sleteo na aerodrom.
Na presedanju u Ujedinjenom kraljevstvu na putu za SAD, on je zatražio politički azil od Njenog Kraljevskog Veličanstva ali bez uspeha. U SAD, za kauciju mu je traženo 5 miliona dolara, što je bila najveća kaucija u američkoj istoriji do tada. Sudija je naglasio da “ako mu omogućimo da se kreće slobodno, on će javno govoriti i širiti njegove ideje.” Predsednik Ričard Nikson ga je nazvao “najopasnijim čovekom u Americi”.
Suočavajući se sa 95 godina zatvora, Liri je počeo da sarađuje sa FBI-om, i uskoro su radikalne levičarske grupe iz podzemlja shvatile da je postao doušnik, otkrivajući prijatelje i pomagače u zamenu za smanjenje kazne. Liri je kasnije tvrdio da niko nikada nije gonjen na osnovu bilo koje informacije koju je on dao FBI-u.
Za vreme boravka u zatvoru Liri je ostao plodan pisac, izdajući nekoliko knjiga naučno fantastične tematike. Starseed (1973), Neurologic (1973) i Terra II: A Way Out (1974). Tera II je prvi detaljan predlog za svemirsku kolonizaciju.

## Izlazak iz zatvora
Liri je oslobođen iz zatvora 21. aprila 1976. Ponovo pokušava da se vrati u akademske krugove ali odbijaju njegovu aplikaciju. U tom periodu se odaje alkoholizmu i nastaju svađe sa Žoanom. Posle selidbe u San Dijego, ostavlja Žoanu koja je trudna i optužuje je da dete nije njegovo (odbio je da radi test očinstva).
1978. ženi filmsku producentkinju Barbaru Blum i podiže njenog malog sina kao svog.
Tokom 1980-ih živi na visokoj nozi, a njegova burna prošlost ga čini poželjnim gostom na elitnim zabavama gde se druži sa prestižnim intelektualcima. Drogu je nastavio da uzima privatno i prestaje da u javnosti širi kult psihodelika. Umesto toga, u javnosti govori o o potrebi kolonizacije svemira. U domen interesovanja počinju da mu ulaze računari, internet i virtuelna stvarnost.
1989. Lirijeva najstarija ćerka, Suzana, izvršava samoubistvo posle godina mentalne nestabilnosti.
Posle razvoda sa Barbarom 1992. Liri počinje da se druži sa dosta mlađim umetnički nastrojenim osobama. Povremeno je izlazio na rejvove i na alternativne rok koncerte, uključujući i nezaboravno iskustvo šutke na koncertu Smashing Pumpkins-a. Nastojeći da živi kao omladinac u svojim sedamdesetim godinama, Liri je sve slabije jeo i sve više koristio kokain i razne pilule. To je kulminiralo njegovim predoziranjem krajem 1993.
Posle izlaska iz bolnice je nastavio da žestoko pije i polako je počeo da postaje senilan. Poslednji put je uhapšen sa devojkom Ejlin Geti zbog nedozvoljenog pušenja cigareta na aerodromu Austin.

## Smrt Timoti Lirija
Početkom 1995. je saznao da boluje od neizlečivog raka prostate. Počinje da piše nacrt knjige Dizajn za umiranje koja bi trebalo ljudima da pokaže novu perspektivu smrti i umiranja. “Najvažnija stvar koju treba da uradiš u životu je da umreš”, vedro je govorio Timoti Liri, čekajući smrt sa istim oduševljenjem sa kojim je dočekivao i ostale izazove u životu.
U poslednjim mesecima života su ga posetili mnogi stari prijatelji i poštovaoci njegovog lika i dela. Do poslednjih dana života Liri je davao mnoge intervjue povodom svoje nove filozofije o dočekivanju smrti.
Godinama pre smrti je planirao da njegovo telo zalede ali se u poslednjem trenutku odlučio da ga kremiraju i podele među prijateljima i porodicom. U poslednjim trenucima života je uzeo pozamašnu dozu LSD-a (kao Oldoz Haksli).
Smrt Timoti Lirija je video dokumentovana na njegov zahtev, beležeći njegove poslednje reči zauvek (video nije javno objavljen ali će biti uključen u dokumentarac koji se trenutno snima). U jeku konačnog pomračenja svesti, rekao je “Što da ne? (Why not)” i to je neprekidno ponavljao do smrti različitom intonacijom. Poslednja reč mu je bila “prelepo (beautiful)”, upućena njegovom sinu Zaku.
Preminuo je na Beverli Hilsu 31. maja 1996. u 76-oj godini života. Sedam grama pepela Timoti Lirija je poslato raketom da bude sahranjeno u svemiru. Raketa Pegazus je uzletela 9. februara 1997.

## Dela
- "The Interpersonal Diagnosis of Personality", Timoti Liri, 1957.
- "The Psychedelic Experience", Timoti Liri, Ralf Mecner i Ričard Alpert, 1964.
- "Psychedelic Prayers & Other Meditations", Timoti Liri, 1966.
- "Start Your Own Religion", Timoti Liri, 1967.
- "The Politics of Ecstasy", Timoti Liri, 1968.
- "High Priest", Timoti Liri, 1968.
- "Confessions of a Hope Fiend", Timoti Liri, 1973.
- "What Does WoMan Want?", Timoti Liri, 1976.
- "The Periodic Table of Evolution", Timoti Liri, 1977.
- "Exo-Psychology", Timoti Liri, 1977.
- "Changing My Mind Among Others", Timoti Liri, 1982.
- "Flashbacks", Timoti Liri, 1983.
- "Info-Psychology", Timoti Liri, 1987.
- "Change Your Brain", Timoti Liri, 1988.
- "Your Brain is God", Timoti Liri, 1988.
- "Game of Life", Timoti Liri, 1989.
- "Chaos and Cyber Culture", Timoti Liri, Majkl Horovic i Viki Maršal, 1994.
- "Intelligence Agents", Timoti Liri, 1996.
- "Design for Dying", Timoti Liri, 1997.

## Uticaji
- Knjiga Psihodelično iskustvo je uticala na pesmu Džona Lenona "Tomorrow Never Knows" na albumu Revolver od Beatles-a.
- Liri je takođe bio prisutan kada je Lenon sa ženom Joko Ono snimao “Give Peace A Chance” tokom jednog od njihovih boravljenja u krevetu u Montrealu. Timoti u toj pesmi peva refren.

- Tool koristi sempl Lirijevog govora "Think for yourself - question authority" kao intro za verziju pesmu „Third Eye” koja se pojavljuje na albumu „Salival“.
- Psihodelični trens sastav Infected Mushroom u pesmi koristi zvučni klip na kom Timoti Liri govori "Tune in, turn on, and drop out".
- Liri se pojavljuje kao otac u spotu Suicidal Tendencies "Possessed to Skate".
- Pominje se u pesmi "The Seeker" od The Who: "I asked Bobby Dylan, I asked The Beatles/I asked Timothy Leary, but he couldn't help me either."
- Tiamat su po Liriju nazvali pesmu "Four Leary Biscuits" na albumu "A Deeper Kind of Slumber".
- Liri se takođe spominje u mjuziklu Kosa (Hair) u dve pesme Manchester, England i The Flesh Failures.
- Sastav The Magnetic Fields u pesmi "Technical (You're So)" ga takođe pominje "You dance like a Hindu deity/Best friends with Timothy Leary".
- O njemu se govori u "Legend of a Mind" od The Moody Blues.
- Njegov govor se čuje u pesmi "Left Handshake" od Skinny Puppy. Isti govor je korišćen u pesmi "Fixed" od Nine Inch Nails.
- Fraza "turn on, tune in, drop out" se pojavljuje u Gil Scotovoj pesmi "The Revolution will not be televised".
- Pesma "Timothy Leary" se pojavljuje 1995. na albumu "Nevermore" istoimenog metal benda Nevermore, govori o njegovom progonu od strane vlasti. Njihov sledeći album se zove "The Politics of Ecstasy" po knjizi Timoti Lirija iz 1968.
- Hardcore/punk bend iz Južne Afrike se zove "timothylearyisinnocent".

## Spoljašnje veze
- Prevod knjige Psihodelično iskustvo od Timoti Lirija
- Timoti Liri video i audio